# 华岗
华岗（1903年6月9日—1972年5月17日），又名延年、少峰，字西园，曾用名刘少陵、林少侯、潘鸿文，笔名林石父（一作林石夫）、华石修、晓风等，男，浙江龙游人，中国现代哲学家、史学家、教育学家。1925年8月加入中国共产党，撰写了《共产党宣言》中译本，长期从事宣传和统战工作。1932年-1937年，华岗被国民党政府关押，后多方努力获释。解放后，时任山东大学校长，创办《文史哲》，为学校的学术发展建立了良好的氛围。1955年，因牵扯胡风反革命集团分子和向明反党集团成员问题被捕入狱。1972年5月17日于济南市山东省监狱去世，1980年平反后，骨灰安放于英雄山附近的济南革命烈士陵园，华岗故居位于青岛市市南区龙口路40号。2010年10月和夫人谈滨若骨灰一起撒入青岛大海中。

## 生平

### 早年
1903年，华岗生于浙江龙游县溪口镇寺下村的一个农民家庭，他家兄妹5人，他排行第二。父亲华三铭虽未进过学堂，却聪明好学，自学了不少书籍，对时事颇感兴趣，也很健谈，经常给孩子们讲历史故事。1914年，华岗入溪口镇的完全小学（今溪口中学）。
1920年入衢州浙江省第八师范（今衢州第一中學），1923年在衢州市浙江省第八师范读书时，受五四运动影响，曾参加进步学生运动，为反对学校干涉学生运动被开除。1924年，改名少峰转入宁波浙江省第四中学。 同年，加入中国社会主义青年团，9月任青年团宁波地委宣传部长，积极参加了非基督教同盟和反对国家主义派的活动，参加编辑进步刊物《火曜》。
1925年6月，任青年团南京地委书记。同年8月加入中国共产党，中断学业，从事职业革命活动，12月任青年团上海沪西区委书记。1926年4月，任共青团浙江省委书记；8月，任共青团江苏省委书记。1928年1月，调任共青团顺直省委书记。5月，去莫斯科出席中国共产党第六次全国代表大会和中国共产主义青年团第五次代表大会，同时参加共产国际第六次代表大会和少共国际第五次代表大会。回国后任青年团中央宣传部长、团中央机关刊物《列宁青年》主编、中共湖北省委宣传部长、党中央华北巡视员。
1929年4月离开团中央，专门从事党的宣传和组织领导工作，先后任中共湖北省委宣传部长、中共中央组织局宣传部长和华北巡视员。1930年，翻译出版了《共产党宣言》，是中国出版的《宣言》的第二个全译本，译文质量有较大提高，结尾处第一次准确译出了“全世界无产阶级联合起来！”1931年在鲁迅帮助下出版《1925-1927中国大革命史》一书，对当时和以后的革命斗争起了很大鼓舞作用。

### 第一次入狱 -- 国民党统治时期
华岗于1932年初，被派往北方，以中共中央华北巡视员的身份先到北平，后去唐山，视察指导工作。此时，满洲省委书记罗登贤调回中央，中共中央决定建立满洲特委，任命华岗担任特委书记。当年9月，途径青岛时，因叛徒告密，华岗与交通员张永祥一同被国民党当局逮捕。华岗化名刘少陵，并未暴露身份。同年华岗被转移关押在济南看守分所，遇任作民和向明，并一同在狱中与当局进行斗争。
1934年6月底，虽然查无确证，但国民党当局仍对华岗、张永祥判刑5年。他们不服，提出上诉。11月初，高等法院批复坚持原判。11月底，华岗便被送回青岛山东省第5监狱服刑。1937年1月再次被移送济南第一监狱，与任作民和向明再次相会。1937年2月16日夜里，华岗等几十人被送进山东省反省院，次日黎明，他们被押上火车，19日抵达汉口，他们被送进武昌反省院。1937年9月，中共代表董必武到达汉口，找国民党当局交涉，要求无条件释放华岗、任作民。迫于当时的形势，反省院于10月16日，通知二人出院。10月，华岗任中共湖北省委宣传部长，筹办武汉《新华日报》，任总编辑，兼《群众》周刊编辑。

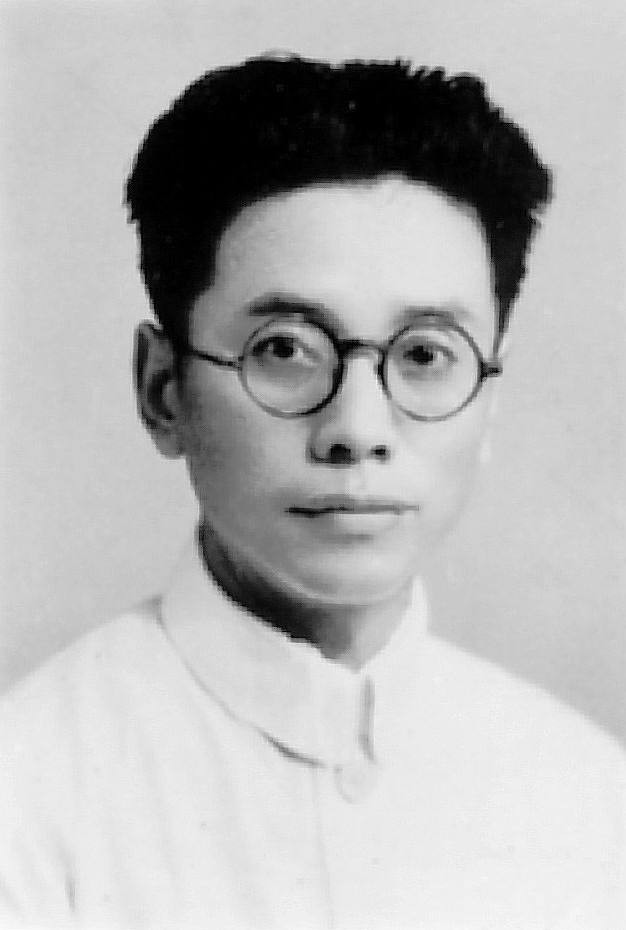
华岗1938年与汉口

1943年初，任中共中央南方局宣传部长，派赴云南做统战工作，试图争取当时的云南王龙云。华岗化名林少侯，应聘云南大学社会学教授，参加组织西南文化研究会，团结李公朴、闻一多、费孝通、吴晗等著名人士开展爱国民主运动。1945年8月，任国共谈判中央代表团顾问。1946年5月，任中共上海工作委员会书记。
中华人民共和国成立前夕，1949年8月，华岗奉命从香港乘船北上，计划途经上海，再赴北平，到中央某部担任领导工作。当轮船驶临上海港时，正遇到国民党飞机轰炸，无法停靠，只好继续北上，开往青岛。相隔17年，同样是在9月，华岗再次路过青岛。

### 第二次入狱 -- 共产党统治时期
1949年9月2日，华岗抵达青岛，与向明（时任军管会主任）相遇。谈话中，向明得知华岗要去北平赴任，便极力挽留。华岗当时肠溃疡发作，经请示中央，暂留青岛养病。从1950年1月起，华岗以教授身份为山东大学讲授“社会发展史”，还定期为山大师生做关于“学习共同纲领”的报告。1950年11月，华东大学与山东大学准备合并，周恩来总理打电话与华岗交换意见，征得他的同意之后，1951年3月，中央任命华岗为合并后的山东大学校长兼党委书记，同时兼任《哲学研究》编委，同年5月，创办《文史哲》杂志并任社长。
1953年6月，当选中国共产党青岛市委常委。1954年，当选第一届全国人民代表大会代表。同年，中国史学会公布第一届理事会名单，郭沫若担任主席，吴玉章、范文澜担任副主席，他担任理事。史学会成立后，即着手编辑《中国近代史资料丛刊》，由徐特立、范文澜、翦伯赞、陈垣、郑振铎、向达、胡绳、吕振羽、华岗、邵循正、白寿彝为总编辑委员。
1955年8月，身为全国人大代表、青岛市委委员、山东大学校长兼党委书记的华岗，以“胡风反革命集团分子”和“向明反党集团成员”的罪名被共产党当局逮捕。华岗的夫人谈滨若先被隔离在单位“运动”，不能回家，后因“包庇华岗”的罪名，被开除中国共产党党籍，行政连降四级。1956年4月， 青岛市第一届人民代表大会第三次会议决定，撤销王少庸、华岗的山东省第一届人民代表大会代表资格。1957年秋，华岗被转押北京功德林监狱，1960年转押至秦城监狱，在狱中完成了《美学论要》和《规律论》。
1962年中国共产党纠正了一些左的倾向，“向明反党集团”的成员到1963年已先后甄别，向明已获释放。“胡风反革命集团”也已定案，经查，华岗与此集团的“反党活动”毫无关系。1965年3月19日，经报中央批准，以莫须有的罪名判处华岗有期徒刑13年，剥夺政治权利7年。年底，62岁的华岗被押往济南山东省监狱服刑，这正是他30多年前曾被国民政府关押过的地方。1968年8月24日，是华岗应被释放的日子，但他却仍被继续关押着。直到1970年，军管会才于3月5日签发了释放令，给他办理了刑满释放手续，但仍不许走出监狱，将他安排到了监狱里的就业队。长达15年的狱中生活，彻底摧毁了他的健康，他已身患多种疾病，又缺乏起码的医疗和营养，终于病倒在床，失去了自理能力。1971年1月，他终于被送往青岛家中，责令家人负责看护。
1972年初，临近春节，华岗病情恶化，但在青岛被政府限制不得就医，于是只得重回济南，要求医疗，到了济南进医院的要求仍被拒绝。3月，夫人不顾一切地请假到济南看望他，继续要求送他住院治疗，还是未被批准。夫人日夜守护着他，他时而昏迷，时而清醒，反复地说：“我一生无愧于党……我的问题总有一天会搞清楚的……历史将证明我无罪！”4月，华岗的病情进一步恶化，才被送进医院，但不允许家属陪护，夫人被迫返回青岛。5月17日，华岗在济南医院去世，华岗留下了最后的遗言：“历史会证明我是清白的。”死亡诊断书上写着：“患脑溢血死亡”。

## 身后
1976年，党中央粉碎了“四人帮”。1978年12月，中共十一届三中全会召开，开始全面纠正文革及以前的左倾错误，平反冤假错案。1980年3月28日，在华岗离开人世8年后，经中共中央批准，为他彻底平反，恢复荣誉。4月10日，最高人民法院撤销原判，宣告无罪。5月22日，中共山东省委决定恢复他的党籍和政治名誉。
7月5日，山东省委在革命烈士陵园召开“华岗同志平反昭雪追悼大会”，将他的骨灰安放在英雄山革命干部灵堂。罗竹风在悼词中写道：“……华岗同志虽死犹生……历史岂容捏造，是非自有公论。而今平反昭雪，还君本来面目……日月经天，江河行地，著述等身，遗惠后世，华岗、华岗，永垂不朽！”

## 著作
- 《太平天国革命战争史》
- 《五四运动史》
- 《中国民族解放运动史》
- 《1925—1927年中国大革命史》
- 《社会发展史纲》[22]
- 《苏联外交史》
- 《中国历史的翻案》
- 《鲁迅思想的逻辑发展》
- 《辩证唯物论大纲》
- 《辩证唯物论和物理学》
- 狱中遗著《美学论要》
- 《规律论》
- 专著16部，论文218篇，未发表文稿4部。
- 译著《共产党宣言》[23]
- 《俄国革命史》。

## 传记与文章
1. 《战士·学者·校长(华岗同志百年诞辰纪念文集)》，刘培平，山东大学出版社，ISBN 9787560726779
2. 《华岗传》，向阳，浙江人民出版社，ISBN 9787213009082